# Idioma mingreliano
El idioma mingreliano o megreliano (en megreliano: მარგალური ნინა, romanizado: margaluri nina), también conocida como iveriano (en georgiano: Iveriuli ena) en el siglo XX, es una lengua kartveliana hablada por los mingrelianos en el oeste de Georgia (incluyendo la zona este de la de facto república de Abjasia). Históricamente, el mingreliano ha sido solo un idioma regional dentro de los límites de los estados georgianos históricos y luego de la Georgia moderna. El idioma mingreliano no tiene un estándar escrito y se usa principalmente en el habla familiar e informal. La cantidad de jóvenes que lo hablan ha disminuido sustancialmente y por ello, entre otros motivos, la UNESCO y ELP lo designan como "en situación de riesgo".

## Aspectos históricos, sociales y culturales

### Distribución geográfica
No existen cifras fidedignas sobre el número de hablantes de mingreliano, pero se estima que pueden ser entre 360 000 y 500 000. Su distribución geográfica es relativamente compacta, lo que ha ayudado a promover la transmisión de la lengua entre generaciones. La mayoría viven en Samegrelo o Mingrelia, una región de Georgia que comprende las colinas de Odishi y las tierras bajas de Koljeti, desde la costa del Mar Negro hasta la Cordillera Svaneti y el río Tsjenistkali. En el extremo este de Mingrelia, entre los ríos Tsjenistkali y Nogela (al este de las regiones de Abasha y Martvili), el idioma mingreliano fue reemplazado por completo por el georgiano a principios del siglo XX. También existen zonas de habla mingreliana en el territorio de Abjasia (más de 40.000 personas) principalmente en los distritos de Gali, Tkvarcheli, la ciudad de Ochamchire (una parte significativa de la población abjasia adulta del distrito de Ochamchira habla el idioma megreliano en un grado u otro). Sin embargo, la conflictividad de la zona ha hecho que muchos habitantes hablantes de mingreliano emigren, en su mayoría a Georgia. También hay una gran cantidad de hablantes que viven en Tiflis (más de 100.000 personas).

### Oficialidad
El mingreliano no tiene estatus oficial en Georgia (ni tampoco en Abjasia). Casi todos los hablantes de esta lengua son bilingües; utilizan el mingreliano principalmente para conversaciones familiares e informales, y georgiano (o, para hablantes expatriados, el idioma oficial local) para otros fines. Durante el siglo XX, el mingreliano ha ido cediendo terreno por el este a la influencia georgiana, al mismo tiempo que ha recobrado fuerza en el noroeste, en detrimento del abjasio. En 2022, la Presidenta de Georgia Salomé Zurabishvili, mostró su apoyo a las iniciativas para enseñar mingreliano y esvano en las escuelas.

### Dialectos
Los dialectos principales del mingreliano son:
- Zugdidiano-Samurzakano: también llamado dialecto del noroeste. A su vez presenta cuatro zonas lingüísticas en:
  - Zugdidi.
  - Jvari.
  - Gali.
  - Ochamchire.
- Senakano: conocido como dialecto del sureste.[2] Presenta los subdialectos en:
  - Senaki.
  - Chjorotsku.
  - Martvili-Bandza.
  - Abasha.

### Historia

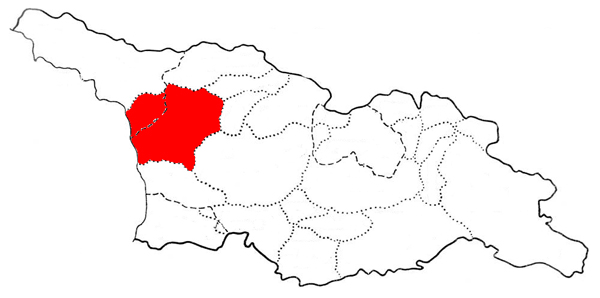
Localización de Mingrelia dentro de la Georgia de hoy en día

El mingreliano está estrechamente relacionado con laz, del cual se ha diferenciado principalmente en los últimos 500-1000 años, después de que las comunidades del norte (mingreliano) y del sur (laz) fueran separadas por invasiones turcas. Ya en 1404 Johannes de Galonifontibus dejó constancia de que al dirigirse desde Abjasia hacia el este "se encuentra el país denominado Mingrelia... que cuenta con su propia lengua".
El texto más antiguo escrito en mingreliano data del siglo XIX, y trata principalmente sobre literatura etnográfica. Asimismo, fuentes georgianas recogen una iniciativa de 1880 para introducir una liturgia y material bíblico en mingreliano. En 1899 se publicó en Tiflis el Mingrel'skaja Azbuka (alfabeto mingreliano) con el fin de poner por escrito la lengua en el alfabeto cirílico, pero el proyecto resultó un fracaso tanto desde un punto de vista eclesiástico como lingüístico.
En la década de 1920 resurgió la cuestión del estatus literario del mingreliano, cuando en la primeros años de la Unión Soviética se inició la creación de modelos literarios estándar para aquellas lenguas que se hablaban pero no se escribían. Aunque el político Isak Zhvania impulsó a la lengua para que alcanzara condición literaria, su iniciativa contó con la férrea oposición de intelectuales como Konstantin Gamsajurdia, padre del que fuera luego presidente de Georgia. Pese al fracaso en cuanto al estatus literario, sí se editaron unos pocos tratados comunistas en mingreliano, cuyo objetivo era difundir la nueva cultura entre el campesinado del área de Zugdidi.
Entre 1930 y 1938 se publicaron varios periódicos en megreliano, incluidos Kazaj Gazeti (ყაზახიში გაზეთი), Komuna (კომუნა), Samargalosh Chai (სამარგალოშ ჩაი), Samargalosh Tutumi (სამარგალოშ თუთუმი) o Majorjali (მახორხალი). Más tarde se hizo algo de trabajo para revivir el idioma. Ya en el siglo XX (1995), apareció el diario Gal, con textos en abjasio, georgiano y mingreliano. En 2000, bajo la dirección de Giorgi Sichinava, se publicó la revista literaria megreliana Iriatoni (ჟურნალი ირიათონი), y en 2006 el periódico Mafshalia (მაფშალია) fue dirigido por Ramaz Kuprava.
Los primeros estudios lingüísticos de mingreliano incluyen varios análisis: uno fonético liderado por el profesor de la Universidad de San Petersburgo Aleksandre Tsagareli y su Megruli Etudes (მეგრული ეტიუდები); y otro gramático de por parte de Ioseb Kipshidze y Shalva Beridze. Más recientemente, ha habido una cierta recuperación de la lengua con la publicación por Otar Kajaia de un diccionario mingreliano-georgiano y un diccionario mingreliano-alemán con Heinz Fähnrich. Givi Eliava también publicó un diccionario megreliano-georgiano. En los años 60 del siglo XIX, Kaka Zhvania tradujo y publicó Vepjistkaosani (ვეფხისტყაოსანი) en megreliano. La poesía mingreliana tuvo cierto impulso con la publicación de libros de autores como Lasha Gajaria, Edem Izoria, Lasha Gvasalia, Guri Otobaia, Giorgi Sichinava, Jumber Kukava y Vaxtang Jarchilava. 
Entre quienes lo hablaron figuran importantes personajes para Georgia como Lavrenti Beria (jefe de la policía secreta de Iósif Stalin), Konstantin Gamsajurdia (uno de los escritores georgianos más influyentes del siglo XX) o Zviad Gamsajurdia, primer presidente de la Georgia postsoviética.

### Influencia de otras lenguas
La influencia del georgiano es patente tanto en el mingreliano como en las otras dos lenguas kartvelianas no literarias, laz y esvano. También puede detectarse la influencia del abjasio sobre la lengua mingreliana.
Por otra parte, un factor diferenciador entre mingreliano y laz es el grado de influencia griega y turca que ambas lenguas han experimentado; se han señalado algunos paralelismos interesantes con el turco en el laz mientras que no es tan evidente en el mingreliano. El mingreliano no es mutuamente inteligible con ninguno de los otros idiomas kartvelianos, aunque se dice que sus hablantes pueden reconocer muchas palabras en laz.

### Sistema de escritura
El mingreliano generalmente se escribe con la escritura mjedruli en el alfabeto georgiano, pero no tiene un estándar escrito o un estado oficial. Utiliza los 33 sonidos de letras del alfabeto mjedruli, así como dos letras extras que lo hacen tener 35 caracteres.
| ა | ბ | გ | დ | ე | პ | ზ | თ | ი |
| კ | ლ | მ | ნ | ო | კ | ჟ | რ | ს |
| ტ | უ | ფ | ქ | ღ | ყ | შ | ჩ | ც |
| ძ | წ | ჭ | ხ | ჯ | ჴ | ჸ | ჷ |   |

Las dos letras añadidas son el sonido sordo "ჸ" y el sonido irracional " ჷ". Algunos ejemplos de uso de estas palabras son ჸუდე (casa) o ჸუჯი (oído).
| Mjedruli | Transliteración | Transcripción IPA |
| -------- | --------------- | ----------------- |
| ჸ        | ɣ               | ʔ                 |
| ჷ        | ƨ               | ə                 |

## Descripción lingüística
El mingreliano es una de las lenguas del Cáucaso meridional o kartvelianas, estrechamente relacionado con el laz, del que se diferenció ante todo en los últimos 500 años. 

### Fonología
En fonología, la lengua mingreliana es como la georgiana más una oclusiva glotal /w/ y un shewa vocal. Existen nueve casos para el nombre, estando el ergativo marcado por -k. El marcador plural es -ep.

#### Vocales
El mingreliano tiene principalmente cinco vocales: a, e, i, o, u. El dialecto Zugdidi-Samurzakano tiene una, ə, que es una reducción de i y u.
|               | Anterior | Velar      | Velar   |
| No redondeada | Anterior | Redondeada |         |
| ------------- | -------- | ---------- | ------- |
| Cerrada       | i [i] ი  | (ə [ə]) ჷ  | u [u] უ |
| Media         | e [ɛ] ე  |            | o [ɔ] ო |
| Abierta       |          | a [ɑ] ა    |         |

#### Consonantes
Las consonantes del megreliano son casi idénticas a las del laz, georgiano y esvano.
|                   |                   | Labial   | Dental    | Alveolar  | Velar    | Uvular    | Glotal  |
| ----------------- | ----------------- | -------- | --------- | --------- | -------- | --------- | ------- |
| Oclusiva          | sonora            | b [b] ბ  | d [d] დ   |           | g [ɡ] გ  |           |         |
| Oclusiva          | aspirada          | p [pʰ] ფ | t [tʰ] თ  |           | k [kʰ] ქ |           |         |
| Oclusiva          | eyectiva          | p̌ [pʼ] პ | ţ [tʼ] ტ  |           | ǩ [kʼ] კ | qʼ [qʼ] ყ | ɔ [ʔ] ჸ |
| Africada          | sonora            |          | ž [d͡z] ძ  | dj [d͡ʒ] ჯ |          |           |         |
| Africada          | aspirada          |          | ʒ [t͡sʰ] ც | ç [t͡ʃʰ] ჩ |          |           |         |
| Africada          | eyectiva          |          | ǯ [t͡sʼ] წ | č [t͡ʃʼ] ჭ |          |           |         |
| Fricativa         | sonora            | v [v] ვ  | z [z] ზ   | j [ʒ] ჟ   | ɣ [ɣ] ღ  | ɣ [ɣ] ღ   |         |
| Fricativa         | muda              |          | s [s] ს   | ş [ʃ] შ   | x [x] ხ  | x [x] ხ   | h [h] ჰ |
| Nasal             | Nasal             | m [m] მ  | n [n] ნ   |           |          |           |         |
| Aproximante       | central           |          |           | y [j] ჲ   |          |           |         |
| Aproximante       | lateral           |          | l [l] ლ   |           |          |           |         |
| Vibrante múltiple | Vibrante múltiple |          |           | r [r] რ   |          |           |         |

#### Procesos fonéticos
- Reducción vocálica: ciertos pares de vocales se reducen a una única vocal.
  - ae and ai → ee → e
  - ao, oa and oo → aa → a
  - ou → uu → u
- Cambio de g velar previo a consonante: delante de consonantes, g → r.
- Cambio de q' uvular en función de la posición: en posiciones de inicial de palabra e intervocálicas, q' → ʔ. Tras la consonante v, q' → ɔ/ǩ.
- Asimilación regresiva de consonantes: los tipos más comunes son
  - Sonorización/desonorización de consonantes sordas/sonoras antes de sonoras/sordas, respectivamente.
  - Glotalización de consonantes antes de las glotalizadas y la oclusión glotal.
- Disimilación progresiva:
- La transformación de l:
  - En todos los dialectos, antes de consonante l → r.
  - En el subdialecto de Martvili, en comienzo de palabra y posición prevocálica, l → y → ∅ y en posición intervocálica l → ∅
- Deleción intervocálica de v: entre vocales, la v orgánica desaparece. Por ejemplo: xvavi (Geo. abundancia) → *xvai → xvee (id.), mṭevani (Geo. racimo) → ţiani (id.), etc.
- Aumento fonético de n: antes de las oclusivas y africadas puede aparecer un aumento inorgánico n (antes de labiales n → m).

### Vocabulario
A continuación se presenta una comparación de los números en georgiano y mingreliano:
| Números | Mingreliano | Mingreliano   | Georgiano | Georgiano     |
| Números | Escritura   | Transcripción | Escritura | Transcripción |
| ------- | ----------- | ------------- | --------- | ------------- |
| 1       | ართი        | arti          | ერთი      | erti          |
| 2       | ჟირი        | žiri/žəri     | ორი       | ori           |
| 3       | სუმი        | sumi          | სამი      | sami          |
| 4       | ოთხი        | otxi          | ოთხი      | otxi          |
| 5       | ხუთი        | xuti          | ხუთი      | xuti          |
| 6       | ამშვი       | amšvi         | ექვსი     | ekvsi         |
| 7       | შქვითი      | škviti        | შვიდი     | švidi         |
| 8       | (ბ)რუო      | ruo/bruo      | რვა       | rva           |
| 9       | ჩხორო       | čxoro         | ცხრა      | cxra          |
| 10      | ვითი        | viti          | ათი       | ati           |